# Électricité au Botswana
L'électricité au Botswana constitue un secteur énergétique en développement caractérisé par une forte dépendance au charbon et aux importations d'énergie. Le pays fait face à des défis importants en matière de sécurité énergétique tout en s'orientant progressivement vers les énergies renouvelables.

## Production et capacité

### Infrastructure actuelle
Le Botswana dispose d'une capacité installée de 890 MW, dominée à 99% par les ressources de charbon. La demande électrique moyenne du pays s'élève à 850 MW, avec des projections d'augmentation à plus de 1 200 MW d'ici 2030.

### Centrales électriques principales
Les principales installations de production électrique du Botswana sont situées près de Palapye, à environ 200 km au nord de Gaborone :
- Centrale de Morupule B : d'une capacité de 600 MW, cette centrale au charbon constitue l'épine dorsale de la production électrique nationale. Elle a cependant fait face à des défis techniques et a parfois été fermée pour réparations ou fonctionné à capacité partielle.

- Centrale de Morupule A : d'une capacité de 132 MW, cette centrale fournit 80% de l'électricité générée domestiquement. Le gouvernement procède actuellement à sa réhabilitation.

## Dépendance aux importations
Le Botswana importe plus de 50% de ses besoins électriques depuis l'Afrique du Sud et la Zambie. Cette dépendance représente 52% de l'approvisionnement total du pays via le Southern African Power Pool (SAPP).

## Réseaux de transmission et distribution

### Botswana Power Corporation
La Botswana Power Corporation (BPC), établie en 1970, est l'unique fournisseur d'électricité du pays. Cette entreprise publique gère la production, la transmission et la distribution électrique nationale et représente le Botswana au sein du Southern African Power Pool.

### Programme d'électrification rurale
Le programme d'électrification rurale de la BPC se poursuit activement, incluant de nouvelles connexions et l'expansion dans certains villages. Le taux d'accès national à l'électricité est passé de 62,6% en 2017 à 81,5% en 2020, conformément à la Vision 2036 qui vise un accès universel d'ici 2030.

## Transition vers les énergies renouvelables

### Potentiel renouvelable
Le Botswana possède un potentiel considérable en énergies renouvelables :
- Énergie solaire : Le pays reçoit plus de 3 200 heures d'ensoleillement par an avec une insolation moyenne de 21 MJ/m² sur surface plane, l'un des taux les plus élevés au monde[9].

- Énergie éolienne : Les régions du sud-ouest et de l'est présentent le plus fort potentiel éolien, avec des vitesses moyennes supérieures à 7 m/s et une densité de puissance éolienne supérieure à 200 W/m²[10].

### Plan de ressources intégré
Le premier Plan de ressources intégré (IRP) du Botswana, approuvé en août 2020, fournit le cadre national de planification énergétique et identifie les projets prioritaires d'énergie renouvelable et thermique pour répondre à la demande énergétique croissante.

### Projets en développement
Le pays a commencé à implémenter plusieurs projets solaires, éoliens et de stockage par batteries, allant de 1 MW à 100 MW. En 2021, selon l'IRENA, la capacité totale d'énergie renouvelable au Botswana ne représentait que 6 MW.

## Soutien international

### Banque mondiale
En juillet 2024, la Banque mondiale a approuvé sa première opération de prêt soutenant le développement des énergies renouvelables au Botswana pour transformer le paysage énergétique du pays.

### Banque africaine de développement
La Banque africaine de développement soutient le projet de soutien aux énergies renouvelables du Botswana, qui vise à diversifier le mix énergétique en impliquant le secteur privé dans la construction de capacités supplémentaires d'énergies renouvelables.

## Défis et perspectives
Le secteur électrique botswanais fait face à plusieurs défis majeurs, notamment la nécessité d'améliorer la sécurité d'approvisionnement pour soutenir une productivité plus élevée. Le déficit énergétique actuel dans la région a eu un impact considérable sur les villages frontaliers traditionnellement alimentés par l'approvisionnement transfrontalier.
Le gouvernement investit dans l'infrastructure de réseau national et régional ainsi que dans la réhabilitation de l'infrastructure générale de transmission pour renforcer la capacité d'exportation du Botswana, étant donné sa position géographique centrale dans la région.